# Ladder
Pour les articles homonymes, voir Ladder (homonymie).
Un ladder (en anglais échelle) est une compétition de jeu vidéo étalée sur une période plus ou moins longue, au cours de laquelle les équipes ou joueurs participants engrangent des points suivant les résultats des matchs qu'ils ont joué. Par exemple, 3 points par match gagné, 1 par égalité, 0 pour une défaite,. 
Un classement est établi tout au long de la période, le gagnant étant celui qui a obtenu le plus de points après avoir rencontré tous ses adversaires.
Le terme ladder fait donc référence à une échelle que les équipes ou participants vont grimper progressivement suivant leurs résultats.